# Jaromír Jágr
Jaromír Jágr (tjeckiskt uttal (fil)), född 15 februari 1972, är en tjeckisk professionell ishockeyspelare och ägare för Rytíři Kladno i Extraliga Tjeckien (ELH). Han har tidigare spelat i National Hockey League (NHL) för Pittsburgh Penguins, Washington Capitals, New York Rangers, Philadelphia Flyers, Dallas Stars, Boston Bruins, New Jersey Devils, Florida Panthers och Calgary Flames. Åren 1990-2008 var han lagkapten för Penguins och Rangers.
Efter ha lämnat Rangers 2008 spelade han tre säsonger i Kontinental Hockey League (KHL) för Avangard Omsk men återvände till NHL 2011 då till Flyers. Efter ytterligare sju år i ligan gick han från Flames till HC Kladno 2018. Vid 2024 hade Jágr spelat 37 säsonger och gjort över 2000 professionella matcher vilket innebär att Jágr haft den längsta spelarkarriären i professionell ishockeys historia. Han är den mest produktiva europeiska spelaren som någonsin spelat i NHL och anses allmänt vara en av de bästa spelarna någonsin.
Jágr har näst flest poäng i NHL-historien efter Wayne Gretzky. År 1990 vid 18 års ålder var han den yngsta spelaren i NHL. Fram till sin övergång vid 45 års ålder var han den äldsta spelaren i NHL och är den äldsta spelaren att göra ett hattrick. År 2017 utsågs Jágr till en av de 100 bästa NHL-spelarna i historien.
Jágr draftades som 5:e totalt vid NHL Entry Draft 1990 och vann Stanley Cup säsongerna 1991 och 1992 med Penguins. Individuellt har han vunnit Art Ross Trophy som NHL-poängmästare fem gånger (fyra gånger i rad), Lester B. Pearson Award för NHL:s framstående spelare utsedd av NHL Players' Association (NHLPA), tre gånger och Hart Memorial Trophy som ligans mest värdefulla spelare en gång 1999 samtidigt som han slutade tvåa fyra gånger.
Jágr är medlem i Trippelguldklubben för spelare som har spelat för lag som vunnit Stanley Cup (1991, 1992), ishockey-VM (2005, 2010) och olympisk guldmedalj i ishockey (1998). Jágr är en av endast två tjeckiska spelare (den andra är Jiří Šlégr) i klubben och uppnådde denna bedrift 2005. Jágr var Tjeckiens fanbärare vid Olympiska vinterspelen 2010. Jágr är också en av endast tre spelare från 1981 till 2001 som vann Art Ross-trofén som bästa poänggörare under grundserien; de andra är Wayne Gretzky och Mario Lemieux. Jágr har vunnit priset fler gånger än någon annan icke-kanadensisk spelare. Han har varit medlem i Tjeckiens ishockeyhall of fame sedan 2008 och Internationella Ishockeyförbundets Hall of Fame sedan 2024.

## Karriär
Jaromir Jágr, med nummer 68 på ryggen, är en målfarlig forward som har vunnit NHL:s poängliga 5 gånger, varav 4 gånger på raken. I början av sin NHL-karriär vann han även två Stanley Cup med Pittsburgh Penguins, med bland andra Mario Lemieux. Med 1 921 poäng är Jágr den europé som gjort flest poäng i NHL:s historia. Tvåa, all time in NHL History, efter Wayne Gretzky med 2 857 poäng. 
Jaromir gjorde över 100 poäng fem säsonger och över 50 mål tre säsonger. Han blev dessutom den sextonde spelaren i NHL som gjort 600 mål eller fler. Även i denna kategori är han bäst av alla spelare födda i Europa.
Jágr kom till NHL som 18-åring och uppmärksammades mest för sin fantastiska klubbteknik. Han har tack vare storlek och styrka, räckvidd och spelöga vuxit till både framspelare och målskytt.
Efter 11 år i Pittsburgh Penguins byttes Jágr bort till Washington Capitals. Väl där levde Jágr inte upp till förväntningarna under de två och en halv säsonger han spelade i Washington men blev åter en dominant spelare under sina år i New York Rangers. Genom att göra 54 mål och 123 poäng säsongen 2005–06 var Jágr näst bäst i ligan, både vad gäller mål och poäng, och blev av NHL-spelarna för tredje gången vald till ligans mest framstående spelare.
I juli 2008 skrev Jágr på ett tvåårskontrakt med ryska Avangard Omsk i KHL.
1998 samlade tidningen The Hockey News ihop en kommitté av 50 hockeyexperter bestående av före detta NHL-spelare, journalister, TV-bolag, tränare och styrelsemedlemmar för att göra en lista över de 100 bästa spelarna i NHL:s historia. På plats nummer 37 blev Jágr redan då den i särklass högst rankade spelare som är född, uppvuxen och tränad i Europa. Tio år senare, 2008, hyllade Mats Sundin honom genom att säga att Jágr "ju varit NHL:s bäste ytterforward under de senaste femton åren".
Under sommaren 2011 bestämde sig Jagr för att göra comeback i NHL och den 1 juli 2011 skrev han på för Philadelphia Flyers.
3 juli 2012 tecknade Jagr ett kontrakt med Dallas Stars på ett år värt 4,5 miljoner dollar.
16 september 2012 bestämde sig Jagr att spela för HC Kladno tills konflikten i NHL är över. Jagr återvände sedan till Dallas där han var kvar till våren 2013 innan han blev tradad till Boston Bruins där han endast spelade 11 matcher innan säsongen var slut. Sommaren 2013 tecknade han ett 2-årskontrakt med New Jersey Devils där han spelade 2013-2015. 2014 spelade han även OS för Tjeckien i Sotji Ryssland. Sommaren 2015 tecknade han ett nytt 2-årskontrakt med Florida Panters där han spelade 2015-2017. Hösten 2017 gick Jagr länge utan kontrakt och hade planer på att avsluta sin karriär. Han fick dock till slut ett korttidskontrakt i oktober månad med Calgary Flames i NHL hösten ut där han spelade 22 matcher. Sedan återvände han till HC Kladno då Calgary inte ville förlänga kontraktet. 2024 blev Jagr den äldsta målskytten någonsin i professionell hockey när hans lag Kladno besegrade Vsetin i nedflyttningskvalet av den tjeckiska högstadivisionen.

## Statistik

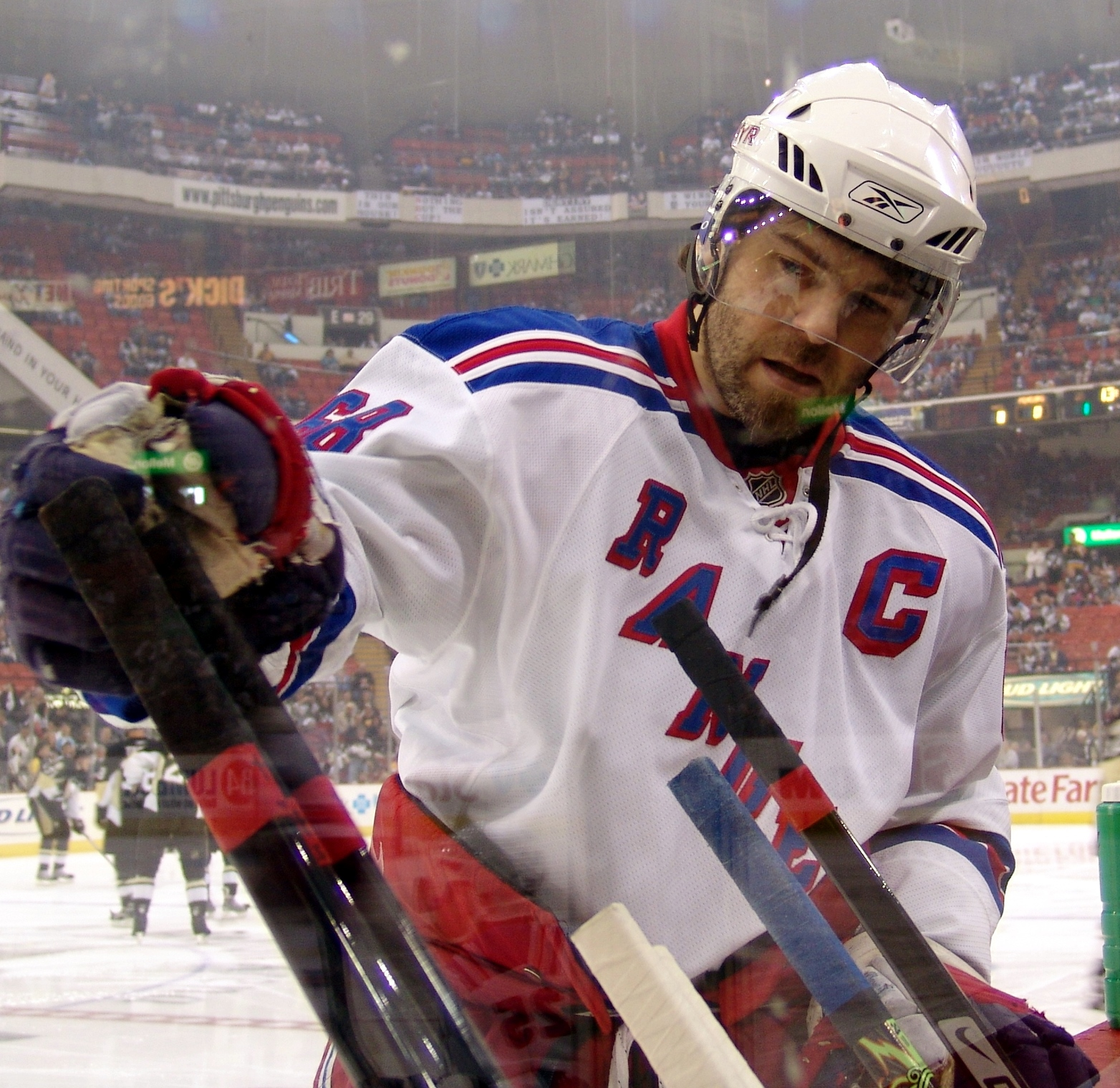
Jágr med Rangers 2008

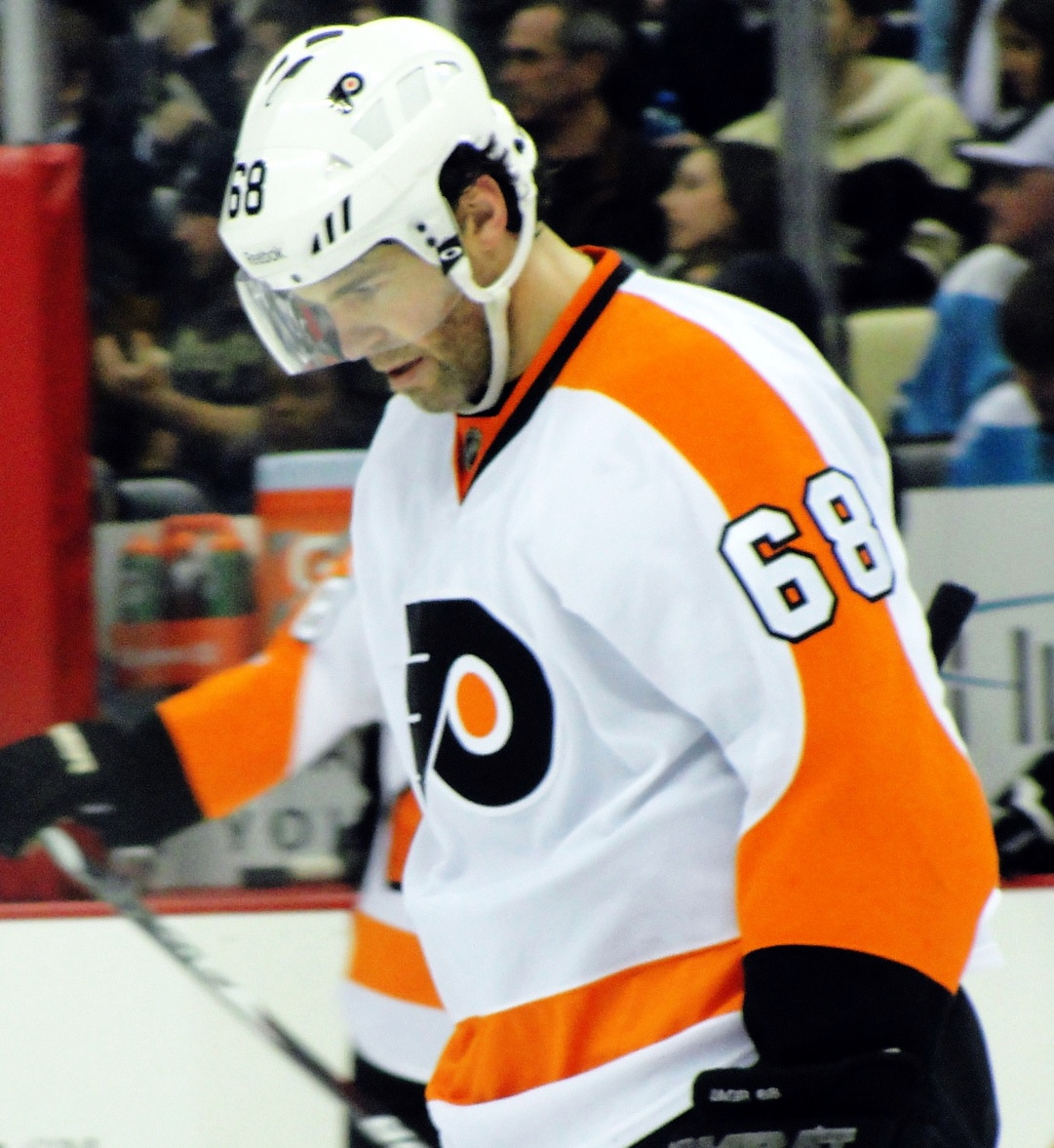
Jágr Flyers 2011

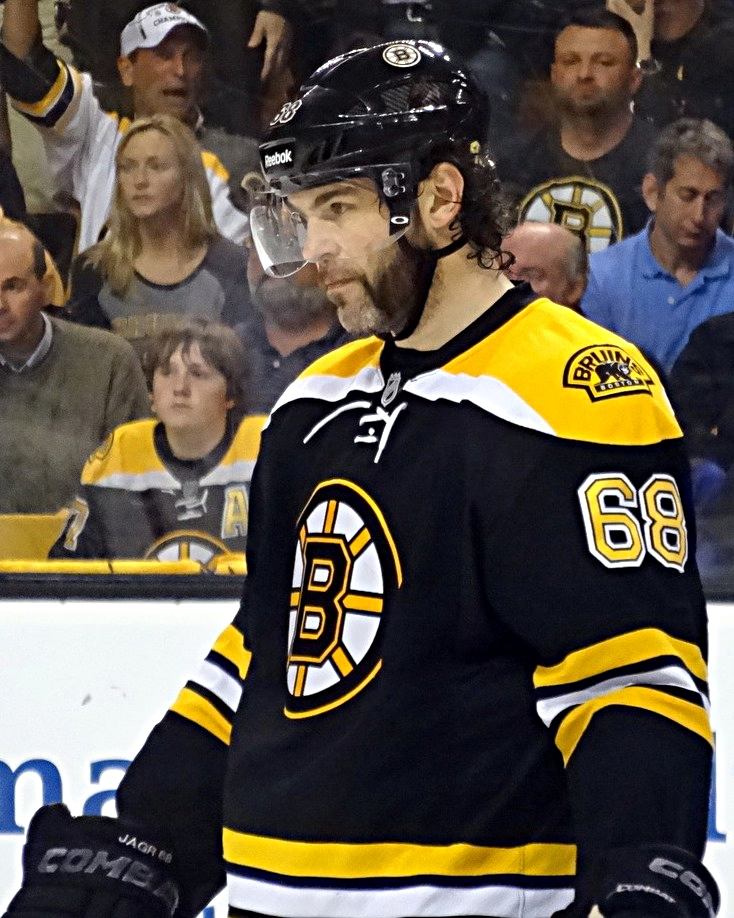
Jágr med Bruins 2013

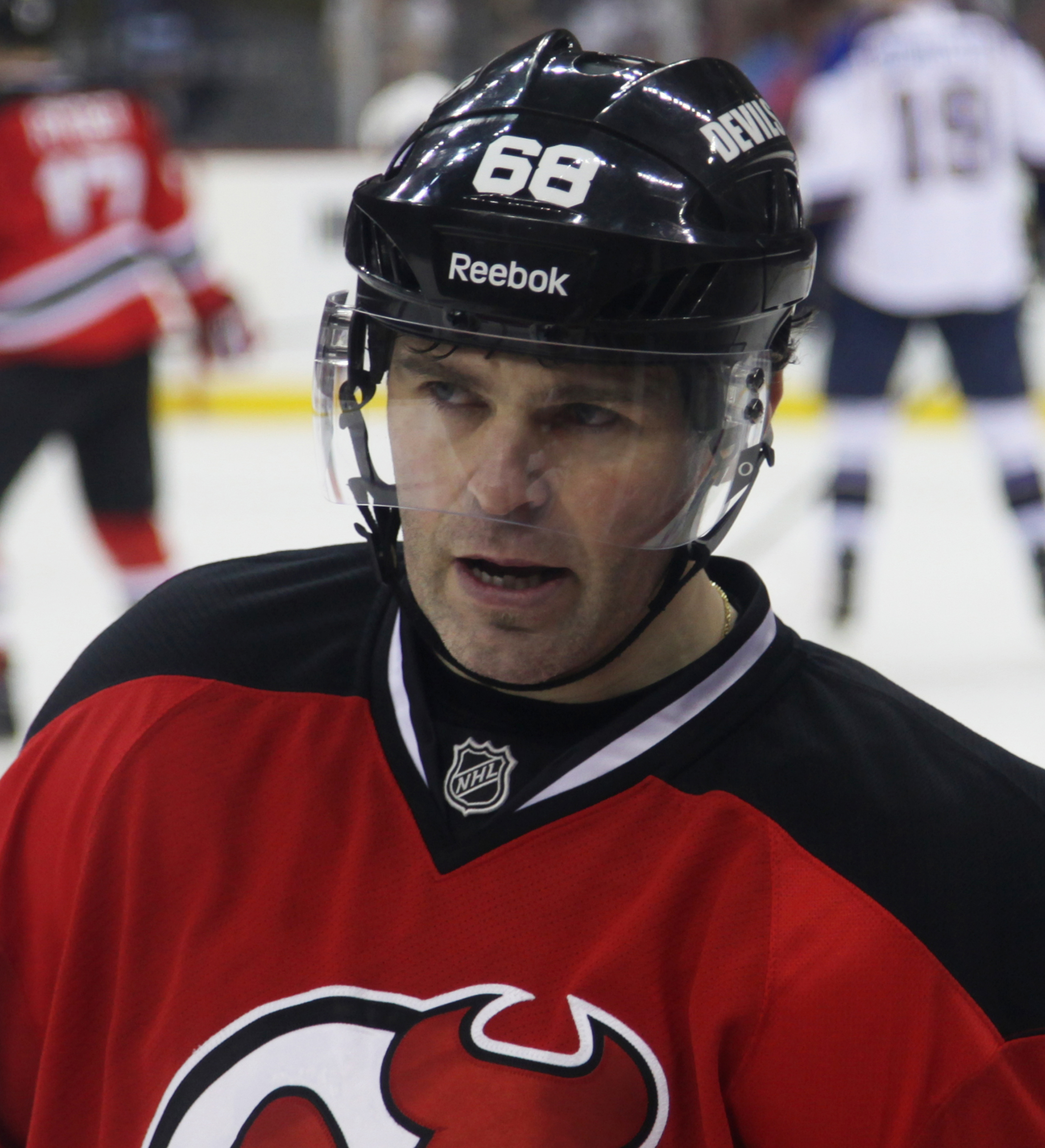
Jágr med Devils 2014

### Klubbkarriär
| 1984–85        | Poldi SONP Kladno   | TCH U18        | 34    | 24  | 17    | 41    | –     | –   | –  | –   | –   | –   |
| 1985–86        | Poldi SONP Kladno   | TCH U18        | 36    | 41  | 29    | 70    | –     | –   | –  | –   | –   | –   |
| 1986–87        | Poldi SONP Kladno   | TCH U20        | 30    | 35  | 35    | 70    | –     | –   | –  | –   | –   | –   |
| 1987–88        | Poldi SONP Kladno   | TCH U20        | 35    | 57  | 27    | 84    | –     | –   | –  | –   | –   | –   |
| 1988–89        | Poldi SONP Kladno   | TCH            | 29    | 3   | 3     | 6     | 4     | 10  | 5  | 7   | 12  | 0   |
| 1989–90        | Poldi SONP Kladno   | TCH            | 42    | 22  | 28    | 50    | –     | 9   | 8  | 2   | 10  | –   |
| 1990–91        | Pittsburgh Penguins | NHL            | 80    | 27  | 30    | 57    | 42    | 24  | 3  | 10  | 13  | 6   |
| 1991–92        | Pittsburgh Penguins | NHL            | 70    | 32  | 37    | 69    | 34    | 21  | 11 | 13  | 24  | 6   |
| 1992–93        | Pittsburgh Penguins | NHL            | 81    | 34  | 60    | 94    | 61    | 12  | 5  | 4   | 9   | 23  |
| 1993–94        | Pittsburgh Penguins | NHL            | 80    | 32  | 67    | 99    | 61    | 6   | 2  | 4   | 6   | 16  |
| 1994–95        | Poldi SONP Kladno   | ELH            | 11    | 8   | 14    | 22    | 10    | –   | –  | –   | –   | –   |
| 1994–95        | HC Bolzano          | ITA            | 1     | 0   | 0     | 0     | 0     | –   | –  | –   | –   | –   |
| 1994–95        | HC Bolzano          | ALP            | 5     | 8   | 8     | 16    | 4     | –   | –  | –   | –   | –   |
| 1994–95        | Schalker Haie 87    | DEU.2          | 1     | 1   | 10    | 11    | 0     | —   | —  | —   | —   | —   |
| 1994–95        | Pittsburgh Penguins | NHL            | 48    | 32  | 38    | 70    | 37    | 12  | 10 | 5   | 15  | 6   |
| 1995–96        | Pittsburgh Penguins | NHL            | 82    | 62  | 87    | 149   | 96    | 18  | 11 | 12  | 23  | 18  |
| 1996–97        | Pittsburgh Penguins | NHL            | 63    | 47  | 48    | 95    | 40    | 5   | 4  | 4   | 8   | 4   |
| 1997–98        | Pittsburgh Penguins | NHL            | 77    | 35  | 67    | 102   | 64    | 6   | 4  | 5   | 9   | 2   |
| 1998–99        | Pittsburgh Penguins | NHL            | 81    | 44  | 83    | 127   | 66    | 9   | 5  | 7   | 12  | 16  |
| 1999–00        | Pittsburgh Penguins | NHL            | 63    | 42  | 54    | 96    | 50    | 11  | 8  | 8   | 16  | 6   |
| 2000–01        | Pittsburgh Penguins | NHL            | 81    | 52  | 69    | 121   | 42    | 16  | 2  | 10  | 12  | 18  |
| 2001–02        | Washington Capitals | NHL            | 69    | 31  | 48    | 79    | 30    | –   | –  | –   | –   | –   |
| 2002–03        | Washington Capitals | NHL            | 75    | 36  | 41    | 77    | 38    | 6   | 2  | 5   | 7   | 2   |
| 2003–04        | Washington Capitals | NHL            | 46    | 16  | 29    | 45    | 26    | –   | –  | –   | –   | –   |
| 2003–04        | New York Rangers    | NHL            | 31    | 15  | 14    | 29    | 12    | –   | –  | –   | –   | –   |
| 2004–05        | HC Kladno           | ELH            | 17    | 11  | 17    | 28    | 16    | –   | –  | –   | –   | –   |
| 2004–05        | Avangard Omsk       | RSL            | 32    | 16  | 22    | 38    | 63    | 11  | 4  | 10  | 14  | 22  |
| 2005–06        | New York Rangers    | NHL            | 82    | 54  | 69    | 123   | 72    | 3   | 0  | 1   | 1   | 2   |
| 2006–07        | New York Rangers    | NHL            | 82    | 30  | 66    | 96    | 78    | 10  | 5  | 6   | 11  | 12  |
| 2007–08        | New York Rangers    | NHL            | 82    | 25  | 46    | 71    | 58    | 10  | 5  | 10  | 16  | 12  |
| 2008–09        | Avangard Omsk       | KHL            | 55    | 25  | 28    | 53    | 62    | 9   | 4  | 5   | 9   | 4   |
| 2009–10        | Avangard Omsk       | KHL            | 51    | 22  | 20    | 42    | 50    | 3   | 1  | 1   | 2   | 0   |
| 2010–11        | Avangard Omsk       | KHL            | 49    | 19  | 31    | 50    | 48    | 14  | 2  | 7   | 9   | 8   |
| 2011–12        | Philadelphia Flyers | NHL            | 73    | 19  | 35    | 54    | 30    | 11  | 1  | 7   | 8   | 2   |
| 2012–13        | Dallas Stars        | NHL            | 34    | 14  | 12    | 26    | 20    | –   | –  | –   | –   | –   |
| 2012–13        | Boston Bruins       | NHL            | 11    | 2   | 7     | 9     | 2     | 22  | 0  | 10  | 10  | 8   |
| 2013–14        | New Jersey Devils   | NHL            | 82    | 24  | 43    | 67    | 46    | –   | –  | –   | –   | –   |
| 2014–15        | New Jersey Devils   | NHL            | 57    | 11  | 18    | 29    | 42    | –   | –  | –   | –   | –   |
| 2014–15        | Florida Panthers    | NHL            | 20    | 6   | 12    | 18    | 6     | –   | –  | –   | –   | –   |
| 2015–16        | Florida Panthers    | NHL            | 79    | 27  | 39    | 66    | 48    | 6   | 0  | 2   | 2   | 4   |
| 2016–17        | Florida Panthers    | NHL            | 82    | 16  | 30    | 46    | 56    | —   | —  | —   | —   | —   |
| 2017–18        | Calgary Flames      | NHL            | 22    | 1   | 6     | 7     | 10    | —   | —  | —   | —   | —   |
| 2017–18        | Rytíři Kladno       | CZE.2          | 5     | 0   | 4     | 4     | 0     | 10  | 0  | 0   | 0   | 0   |
| 2018–19        | Rytíři Kladno       | CZE.2          | 4     | 1   | 3     | 4     | 4     | 19  | 12 | 6   | 18  | 20  |
| 2019–20        | Rytíři Kladno       | ELH            | 38    | 15  | 14    | 29    | 28    | —   | —  | —   | —   | —   |
| 2020–21        | Rytíři Kladno       | CZE.2          | 19    | 2   | 10    | 12    | 8     | 16  | 2  | 8   | 10  | 8   |
| 2021–22        | Rytíři Kladno       | ELH            | 43    | 8   | 11    | 19    | 20    | 5   | 0  | 2   | 2   | 0   |
| 2022–23        | Rytíři Kladno       | ELH            | 26    | 5   | 9     | 14    | 16    | 4   | 0  | 0   | 0   | 2   |
| 2023–24        | Rytíři Kladno       | ELH            | 15    | 0   | 4     | 4     | 10    | 3   | 1  | 1   | 2   | 0   |
| 2024–25        | Rytíři Kladno       | ELH            | 39    | 5   | 11    | 16    | 16    | —   | —  | —   | —   | —   |
| TCH/CZE totalt | TCH/CZE totalt      | TCH/CZE totalt | 294   | 101 | 144   | 245   | 162   | 31  | 14 | 12  | 26  | 6   |
| NHL totalt     | NHL totalt          | NHL totalt     | 1 733 | 766 | 1 155 | 1 921 | 1 167 | 208 | 78 | 123 | 201 | 163 |
| RSL/KHL totalt | RSL/KHL totalt      | RSL/KHL totalt | 187   | 82  | 101   | 183   | 223   | 37  | 11 | 23  | 34  | 34  |

### Internationellt
| År            | Lag             | Turnering     | Resultat      |    | Matcher | Mål | Assist | Poäng | Utv |
| ------------- | --------------- | ------------- | ------------- | -- | ------- | --- | ------ | ----- | --- |
| 1989          | Tjeckoslovakien | JEM           | 2             | 5  | 8       | 4   | 12     | 2     |     |
| 1990          | Tjeckoslovakien | JVM           | 3             | 7  | 5       | 13  | 18     | 6     |     |
| 1990          | Tjeckoslovakien | VM            | 3             | 10 | 3       | 2   | 5      | 2     |     |
| 1991          | Tjeckoslovakien | CC            | 6:a           | 5  | 1       | 0   | 1      | 0     |     |
| 1994          | Tjeckien        | VM            | 7:a           | 3  | 0       | 2   | 2      | 2     |     |
| 1996          | Tjeckien        | WCH           | 8:a           | 3  | 1       | 0   | 1      | 2     |     |
| 1998          | Tjeckien        | OS            | 1             | 6  | 1       | 4   | 5      | 2     |     |
| 2002          | Tjeckien        | OS            | 7:a           | 4  | 2       | 3   | 5      | 4     |     |
| 2002          | Tjeckien        | VM            | 5:a           | 7  | 4       | 4   | 8      | 2     |     |
| 2004          | Tjeckien        | VM            | 5:a           | 7  | 5       | 4   | 9      | 6     |     |
| 2004          | Tjeckien        | WCH           | 3             | 5  | 1       | 1   | 2      | 2     |     |
| 2005          | Tjeckien        | VM            | 1             | 8  | 2       | 7   | 9      | 2     |     |
| 2006          | Tjeckien        | OS            | 3             | 8  | 2       | 5   | 7      | 6     |     |
| 2009          | Tjeckien        | VM            | 6:a           | 7  | 3       | 6   | 9      | 0     |     |
| 2010          | Tjeckien        | OS            | 7:a           | 5  | 2       | 1   | 3      | 6     |     |
| 2010          | Tjeckien        | VM            | 1             | 9  | 3       | 4   | 7      | 12    |     |
| 2011          | Tjeckien        | VM            | 3             | 9  | 5       | 4   | 9      | 4     |     |
| 2014          | Tjeckien        | OS            | 6:a           | 5  | 2       | 1   | 3      | 2     |     |
| 2014          | Tjeckien        | VM            | 4:a           | 10 | 4       | 4   | 8      | 12    |     |
| 2015          | Tjeckien        | VM            | 4:a           | 10 | 6       | 3   | 9      | 8     |     |
| Junior totalt | Junior totalt   | Junior totalt | Junior totalt | 12 | 13      | 17  | 30     | 8     |     |
| Senior totalt | Senior totalt   | Senior totalt | Senior totalt | 96 | 35      | 47  | 82     | 52    |     |

## Meriter
- Stanley Cup – 1991, 1992
- Art Ross Trophy (vinst i poängligan) – 1995, 1998, 1999, 2000, 2001
- Lester B. Pearson Award (mest värdefulla spelare, spelarnas eget val) – 1999, 2000, 2006
- Hart Memorial Trophy (mest värdefulla spelare) – 1999 (Finalist: 1995, 1998, 2000, 2001, 2006)
- NHL All-Rookie Team – 1991
- NHL First All-Star Team – 1995, 1996, 1998, 1999, 2000, 2001, 2006
- NHL Second All-Star Team – 1997

- Internationella olympiska kommitténs trofé "Sport, inspiring young people"– 2011
- Europeiska klubbmästerskapet i ishockey – 2005
- IIHFs All-Star Team i VM – 2004, 2005, 2011
- Bästa forward i VM, utsedd av IIHF – 2011
- Tjeckiens bästa ishockeyspelare: Golden Stick Award – 1995, 1996, 1999, 2000, 2002, 2005, 2006, 2007, 2008, 2011

- OS
  - Guld 1998
  - Brons 2006
  - Flaggbärare för Tjeckien vid OS 2010
- VM-guld – 2005, 2010